# سلام زندگی
سلام زندگی یک مجموعه تلویزیونی محصول سال ۱۳۷۶ به کارگردانی مسعود شاه‌محمدی می‌باشد که از شبکه تهران پخش شد.

## بازیگران
- مریم سعادت
- آتوسا راستی
- رضا بابک
- آیدا کیخایی
- اسماعیل محرابی
- بهمن روشنی
- حسن دادشکر
- حسین کسبیان
- سحر ولدبیگی
- سهیلا عزیزی
- شمسی فضل‌الهی
- کیوان محمودنژاد
- محمدرضا زندی
- محمدرضا ماندنی
- مونیکا احمدپور